# Parañaque
Parañaque é um cidade de  primeira classe de renda da cidade (d) na região Grande Manila (NCR), nas Filipinas. De acordo com o censo de 1 de maio  de  2020 possui uma população de 689 992 pessoas e 182 216 domicílios.
Foi fundada em 11 de junho de 1580 por missionários da Ordem de Santo Agostinho, e chegou a ser invadida pelos ingleses, que posteriormente seriam expulsos pela população local.
Seu principal ponto turístico é a Catedral de Santo André, construída ainda em 1580. A religião predominante em Parañaque é o catolicismo, além de uma pequena comunidade islâmica.